# 陈家坝街道
陈家坝街道，是中华人民共和国重庆市万州区下辖的一个乡镇级行政单位。

## 行政区划
陈家坝街道下辖以下地区：
陈家坝社区、南山社区、大河社区、大石社区、沱口社区、联合社区、机场社区、旅密村、晒网村、塘角村、翠屏村和茂和村。